# Krawatencross 2014
De 23e editie van de Krawatencross in Lille werd gehouden op 8 februari 2014. De wedstrijd maakte deel uit van de bpost bank trofee 2013-2014. De titelverdediger was de Belg Niels Albert. Sven Nys spurtte dit jaar naar de overwinning.

## Mannen elite

### Uitslag
| Plaats | Naam                  | Ploeg                 | Tijd     |
| ------ | --------------------- | --------------------- | -------- |
| 1      | Sven Nys              | Crelan-AA Drink       | 1u03'06" |
| 2      | Lars van der Haar     | Rabobank DT           | z.t.     |
| 3      | Tom Meeusen           | Telenet-Fidea         | + 4"     |
| 4      | Kevin Pauwels         | Sunweb-Napoleon Games | + 38"    |
| 5      | Niels Albert          | BKCP-Powerplus        | + 1'08"  |
| 6      | Corné van Kessel      | Telenet-Fidea         | z.t.     |
| 7      | Radomír Šimůnek       | KwadrO-Stannah        | + 1'16"  |
| 8      | Dieter Vanthourenhout | Sunweb-Napoleon Games | + 1'23"  |
| 9      | Bart Aernouts         | AA Drink              | + 1'44"  |
| 10     | Jim Aernouts          | Sunweb-Napoleon Games | z.t.     |
| 11     | 0                     |                       |          |
| 12     | 0                     |                       |          |
| 13     | 0                     |                       |          |
| 14     | 0                     |                       |          |
| 15     | 0                     |                       |          |

| Pos. | Punten |
| ---- | ------ |
| 1    | 80     |
| 2    | 60     |
| 3    | 40     |
| 4    | 30     |
| 5    | 25     |
| 6    | 20     |
| 7    | 17     |
| 8    | 15     |
| 9    | 12     |
| 10   | 10     |
| 11   | 8      |
| 12   | 5      |
| 13   | 4      |
| 14   | 2      |
| 15   | 1      |

1992 ·
1993 ·
1994 ·
1995 ·
1996 ·
1997 ·
1998 ·
1999 ·
2000 · 
2001 · 
2002 · 
2003 · 
2005 · 
2006 · 
2007 · 
2008 · 
2009 · 
2010 · 
2011 · 
2012 · 
2013 ·
2014 ·  
2015 · 
2016 · 
2017 ·
2018 ·  
2019 ·
2020 ·
2021 ·
2022 ·
2023 ·
2024 ·
2025
 GP Mario De Clercq · 
 Koppenbergcross · 
 GP van Hasselt · 
 GP Rouwmoer · 
 Azencross · 
 GP Sven Nys · 
 Krawatencross ·
 Internationale Sluitingsprijs